# Babylon’s Burning: Reconstructed
Babylon’s Burning Reconstructed – kompilacja remiksów utworu „Babilon’s Burning” zespołu The Ruts dokonanych przez artystów wywodzących się z różnych środowisk muzycznych.

## Utwory
1. „Babylon’s Burning (Intro)” (Rob Smith Night Vision version) – 2:00
2. „Babylon’s Burning” (Mark Wallis & Dave Ruff mix, Mark Wallis & Dave Duffy remix) – 2:39
3. „Babylon’s Burning” (Blue & Red remix) – 4:13
4. „Babylon’s Burning” (Don Letts Dub Cartel (Under Dan Donovan Control) mix) – 5:25
5. „Babylon’s Burning” (Terminal Head) – 3:12
6. „Babylon’s Burning” (Vom & Andy (Die Toten Hosen) & Jon Caffery remix) – 2:50
7. „Babylon’s Burning” (Babylon 23) – 2:40
8. „Babylon’s Burning” (Apollo 440 mix) – 3:30
9. „Babylon’s Burning” (Dreadzone) – 5:53
10. „Babylon’s Burning” (Black Star Liner) – 5:18
11. „Babylon’s Burning” (Groove Corporation mix) – 6:12
12. „Babylon’s Burning” (Kid Loco (Strictly for Rockers) mix) – 3:15
13. „Babylon’s Burning” (Groove Corporation) – 3:59
14. „Babylon’s Burning” (Cosmic Rocker (...This One RMX) mix) – 3:37
15. „Babylon’s Burning” (Turtle Bay Country Club (Main1 RMX) mix) – 3:17
16. „Babylon’s Burning” (Savanarola (Babylon Revisited RMX) mix) – 3:50

## Skład
- Malcolm Owen – wokal
- Dave Ruffy – perkusja, wokal
- Jon T. Howard – wibrafon